# Wahlen in Niue 2002
Die Wahlen in Niue 2002 (General elections) wurden im pazifischen Inselstaat Niue am 21. März 2002 durchgeführt. Gewählt wurde das 20-köpfige Niue Fono Ekepule (Nationalversammlung).
Alle zwanzig scheidenden Mitglieder wurden wiedergewählt, von denen acht (allesamt Dorfvertreter) ohne Gegenkandidaten antraten. Die Wahlbeteiligung lag fast bei 100 %. Die Niue People’s Party (NPP) errang sechs Sitze und konnte mit Unterstützung von acht unabhängigen Abgeordneten die Regierung bilden. Die übrigen sechs Sitze verteilten sich ebenfalls auf unabhängige Abgeordnete.
Young Vivian (NPP) wurde Premier. Sani Lakatani wurde sein Stellvertreter. Atapana Siakimotu wurde zum Speaker (Parlamentssprecher) gewählt.

## Ergebnisse
- Niue People’s Party: 6 Sitze
- Unabhängige: 14 Sitze.[5]